# Amphipyra melanostigma
Amphipyra melanostigma là một loài bướm đêm trong họ Noctuidae.